# Беланглиз
Беланглиз (фр. Bellenglise) насеље је и општина у североисточној Француској у региону Пикардија, у департману Ен (Пикардија) која припада префектури Сен Кентен.
По подацима из 2011. године у општини је живело 385 становника, а густина насељености је износила 60,16 становника/km². Општина се простире на површини од 6,4 km². Налази се на средњој надморској висини од 88 метара (максималној 129 m, а минималној 77 m).

## Демографија
| 1962. | 1968. | 1975. | 1982. | 1990. | 1999. | 2011. |
| ----- | ----- | ----- | ----- | ----- | ----- | ----- |
| 276   | 426   | 517   | 479   | 441   | 410   | 385   |

График промене броја становника у току последњих година